# Turcomongol

Asia en 1335

Turcomongol es un concepto sincrético etnocultural que surgió en Asia durante el siglo XIV, entre las élites gobernantes de la Horda de Oro y el kanato de Chagatai.
Las élites gobernantes mongolas de estos kanatos se asimilaron a las poblaciones túrquicas que conquistaron y gobernaron, llegando a ser conocidas como turcomongoles. Estas élites adoptaron gradualmente el Islam (de religiones anteriores como el tengrianismo), así como las lenguas túrquicas, al tiempo que conservaron las instituciones políticas y legales mongolas.

## Extensión
Los turcomongoles fundaron muchos estados sucesores islámicos después del colapso de los kanatos mongoles, como los kanatos tártaros que sucedieron a la Horda de Oro (por ejemplo, los kanatos de Crimea, Astracán, Kazán, Kazajistán) y el imperio timúrida que sucedió al kanato de Chagatai en Asia Central.
Babur (1483-1530), un príncipe turcomongol y tatara-tatara-tataranieto de Tamerlán, fundó el imperio mogol, que luego gobernaría casi todo el subcontinente indio.
Los turcos y tártaros también gobernaron parte de Egipto ejerciendo autoridad política y militar durante el sultanato mameluco.
Estas élites turcomongolas se convertirían en patrocinadores de la tradición turcopersa, que era la cultura predominante entre los musulmanes de Asia Central en ese momento. En los siglos siguientes, la cultura turcopersa sería llevada más lejos por los conquistadores turcomongoles a las regiones vecinas, convirtiéndose finalmente en la cultura predominante de las clases dominantes y de élite de Asia meridional (el subcontinente indio), específicamente el norte de la India (imperio mogol), Asia central y la cuenca del Tarim (China del Noroeste) y gran parte de Asia occidental (Oriente Medio).

## Elementos culturales comunes

### Idioma
Antes de la época de Genghis Kan, los pueblos turcos y los mongoles intercambiaban palabras, siendo las lenguas túrquicas más activas que el mongol. Existió una tradición turcomongola mucho más antigua, como lo demuestran los extensos préstamos léxicos del prototurco en el idioma protomongólico de al menos el primer milenio a. C. Las lenguas turca y mongólica comparten extensas similitudes prestadas en sus pronombres personales, entre otras similitudes léxicas, que parecen datar de antes de esta era y ya existían antes de la separación del pueblo túrquico alrededor del 500 a. C. Un período aún más antiguo de contacto lingüístico prolongado entre ambas lenguas está indicado por similitudes fonotácticas, gramaticales y tipológicas más fundamentales (por ejemplo, armonía vocal sincrónica, falta de género gramatical, aglutinación extensa, reglas fonotácticas y fonología muy similares). En el pasado, tales similitudes se atribuían a una relación genética y condujeron a la aceptación generalizada de una familia lingüística altaica. Más recientemente, debido a la falta de una demostración definitiva de la relación genética, estas similitudes se han dividido en estos tres períodos conocidos de contacto lingüístico. Las similitudes han llevado a la propuesta de un sprachbund del noreste de Asia, que también incluye las familias de lenguas tungús, coreana y japonesa, aunque la túrquica y la mongólica muestran las similitudes más extensas. Según la agregación y la investigación recientes, hay dobletes, esto es, palabras que se consideran iguales en términos de sus raíces, que se encuentran en el vocabulario del idioma mongol y los préstamos turcos. Además, dentro del vocabulario mongol que se deriva de otros idiomas, el turco es el más común.
En el kanato de Chagatai, el idioma túrquico que fue adoptado por las élites mongoles se conoció como el idioma chagatai, descendiente del karluk, lengua túrquica suroriental. El idioma chagatai era el idioma nativo de la dinastía Timúrida, una dinastía turcomongola que ganaría poder en Asia Central tras el declive de los kanes de Chagatai. Chagatai es el predecesor de la rama karluk moderna de las lenguas túrquicas, que incluye el uzbeko y el uigur.

### Transculturación

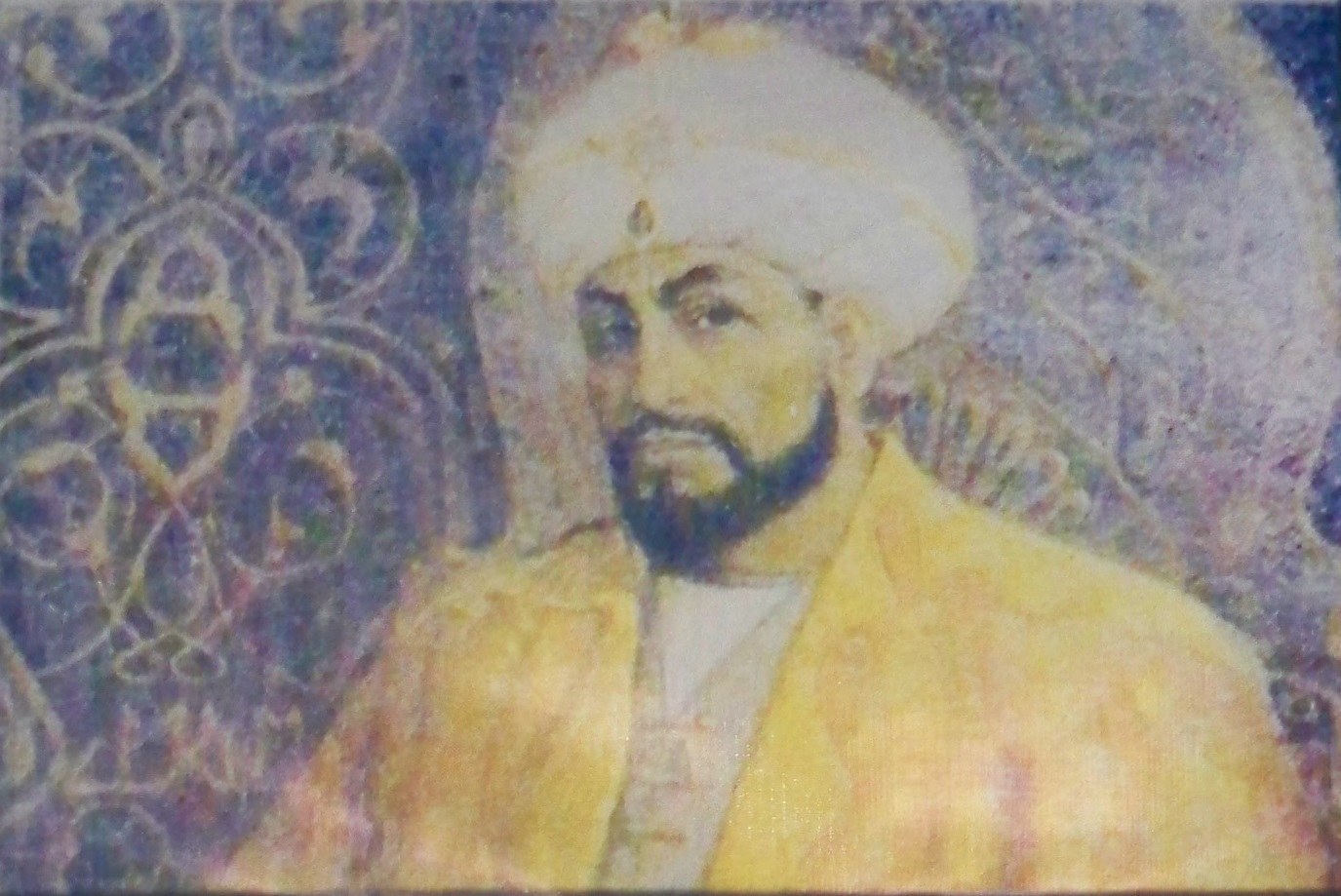
Retrato de Tamerlán

Después de las conquistas mongolas, las élites gobernantes mongolas de los estados sucesores mongoles comenzaron un proceso de asimilación con las poblaciones no mongolas que gobernaban. La población de la Horda de Oro era en gran parte una mezcla de turcos y mongoles que adoptaron el Islam más tarde, así como un número menor de ugrofineses, sármatoescitas, eslavos y pueblos del Cáucaso, entre otros (musulmanes o no). La mayor parte de la población de la Horda era turca: kipchaks, cumanos, búlgaros del Volga, corasmios y otros. La Horda se transformó gradualmente y perdió su identidad mongola, mientras que los descendientes de los guerreros mongoles originales de Batú Kan constituían la clase alta. Los rusos y los europeos los llamaban comúnmente los tártaros. 
En el kanato de Chagatai, Mubarak Shah se convirtió al islam y, con el tiempo, la élite Chagatai se islamizaría por completo. El kanato fue sucedido por el imperio timúrida en Asia Central, fundado por el guerrero turcomongol Tamerlán. Según John Joseph Saunders, Tamerlán fue «el producto de una sociedad islamizada e iranizada», y no un nómada estepario. Para legitimar sus conquistas, Tamerlán se basó en los símbolos y el lenguaje islámicos, se refirió a sí mismo como la «Espada del Islam» y patrocinó instituciones educativas y religiosas. Convirtió a casi todos los líderes de Borjigin al islam durante su vida. Tamerlán derrotó decisivamente a los Caballeros Hospitalarios cristianos en el sitio de Esmirna, calificándose a sí mismo como un ghazi. : 91 